# Mirosław Orzechowski

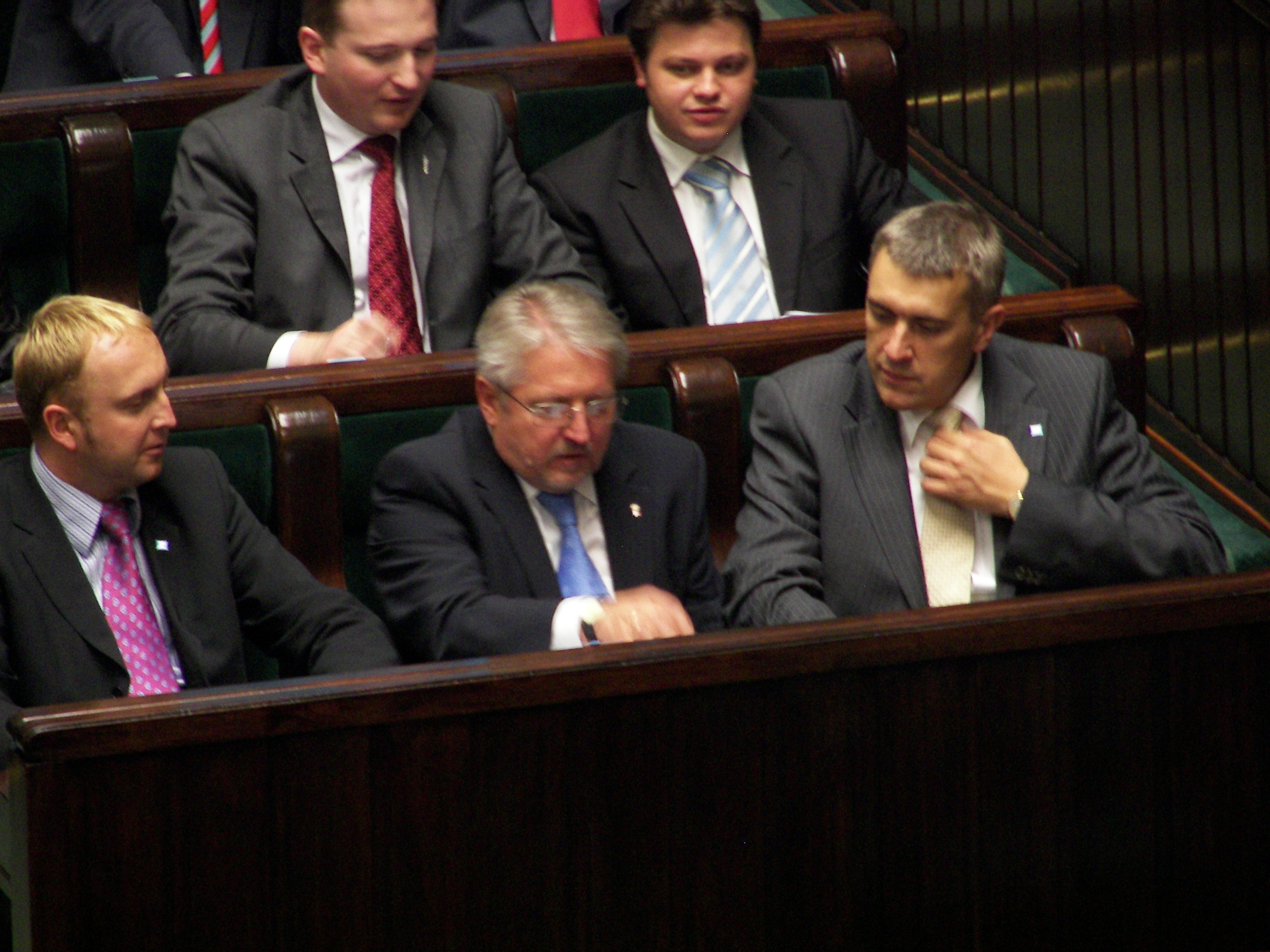
Mirosław (no centro da imagem) no parlamento polandês, em 2007.

Mirosław Orzechowski (Łódź; 28 de Setembro de 1957 — ) é um político da Polónia. Ele foi eleito para a Sejm em 25 de Setembro de 2005 com 3474 votos em 9 no distrito de Łódź, candidato pelas listas do partido Liga Polskich Rodzin.